# Philosophical Magazine and Journal
Philosophical Magazine and Journal (abreviado Philos. Mag. J.) fue una revista ilustrada con descripciones botánicas que fue editada en Londres. Se publicaron los números 43-68, en los años 1814-1826. Fue reemplazada por Philosophical Magazine, or Annals of Chemistry´.